# Mina Loy
Mina Loy, nata Mina Gertrude Löwy (Hampstead, 27 dicembre 1882 – Aspen, 25 settembre 1966) è stata una poetessa, artista e designer britannica naturalizzata statunitense, figura atipica e innovativa del modernismo d'avanguardia.

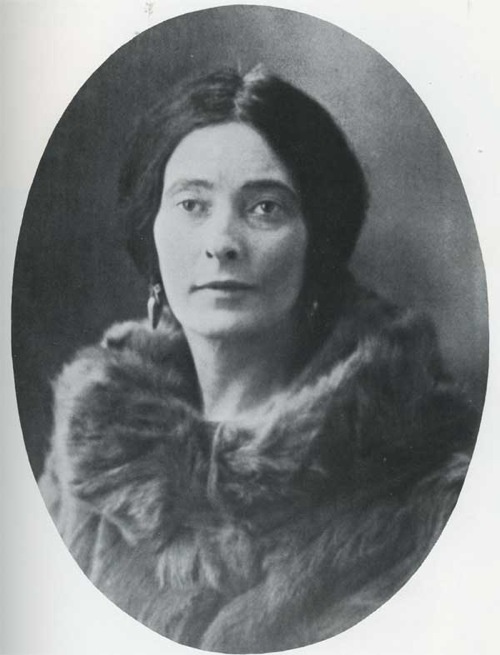
Mina Loy

Partecipò ai principali movimenti intellettuali del primo Novecento - dal futurismo italiano al dada newyorkese - senza aderire mai completamente ad alcuno di essi. La sua opera, caratterizzata da una sperimentazione linguistica e formale, intreccia riflessioni sulla soggettività, sull’identità di genere e sul corpo, in dialogo con le correnti estetiche, intellettuali e artistiche del suo tempo.
Pur riconosciuta in vita da autori come Ezra Pound, Gertrude Stein e William Carlos Williams, Loy non trovò inizialmente un posto stabile nei canoni modernisti. La sua opera, rimasta a lungo poco accessibile, ha cominciato a essere rivalutata a partire dagli anni ottanta del Novecento, grazie a nuove edizioni della sua opera e a un rinnovato interesse critico per le voci eterodosse del modernismo.

## Biografia

### Primi anni di vita e istruzione
Mina Gertrude Löwy nacque il 27 dicembre 1882 a Hampstead, Londra, primogenita di Sigmund Felix Löwy, sarto ebreo ungherese emigrato per sfuggire all'antisemitismo, e di Julia Bryan, protestante inglese. Il matrimonio dei genitori fu travagliato; la madre Julia dovette sposarsi per evitare lo scandalo perché incinta di Mina da nubile, una circostanza che si ripetè nella vita di quest'ultima quando a ventun'anni sposò Stephen Haweis a causa di una gravidanza inattesa.

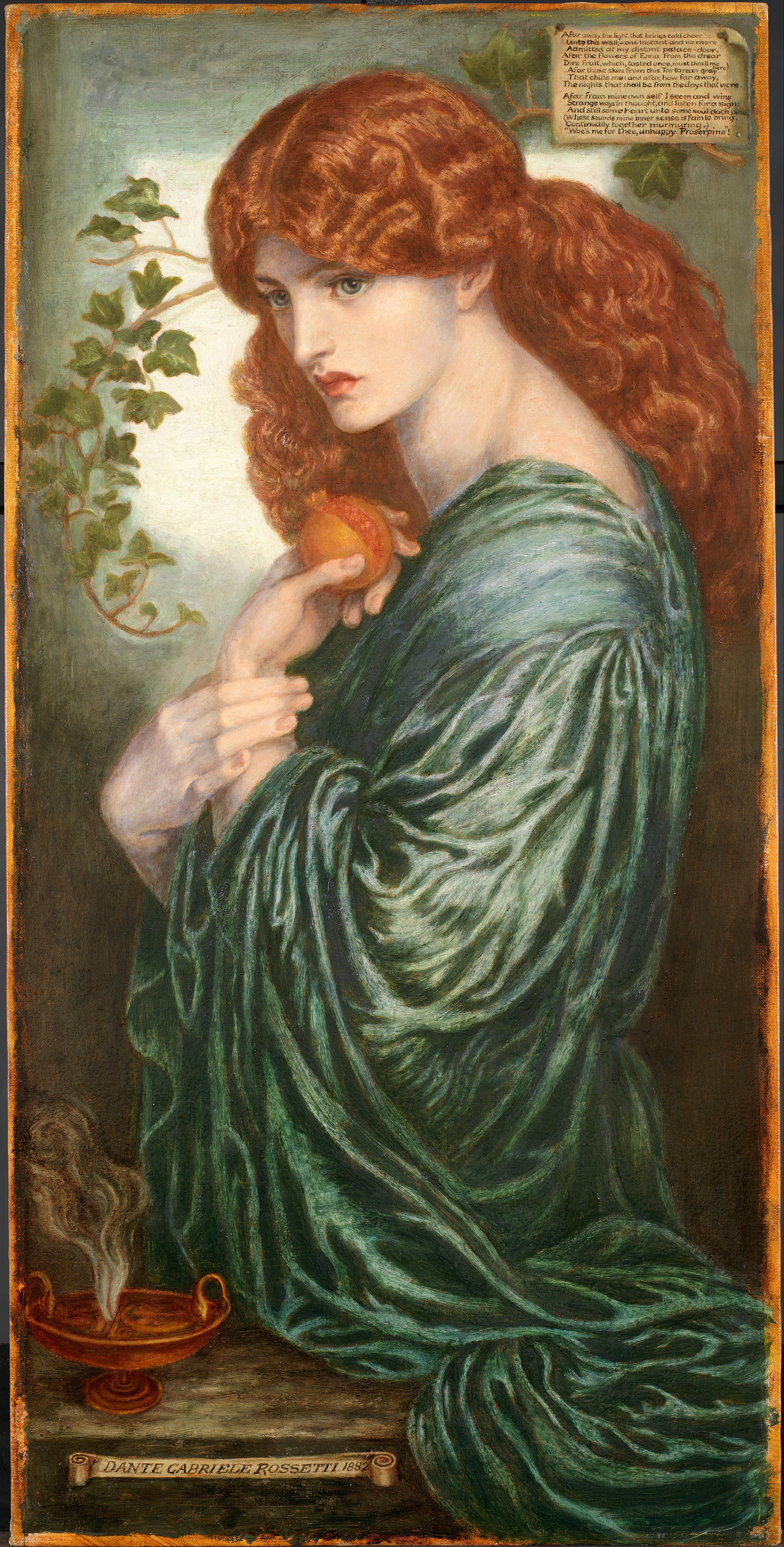
Dante Gabriel Rossetti, Proserpine

Loy trascorse l'infanzia a Londra, ricevette una prima educazione privata e proseguì la sua istruzione in una scuola progressista nelle vicinanze. Descrisse la madre come una donna dalla forte impronta evangelica vittoriana e dal carattere autoritario, che vedeva l'immaginazione come fonte di peccato, punendola costantemente. Il fervente sostegno all'Impero Britannico, l'antisemitismo (esteso al marito) e lo sciovinismo nazionalista crearono un ambiente domestico difficile per Loy.
La sua formazione artistica iniziò nel 1897 alla St. John's Wood School di Londra, da lei definita in seguito "la peggiore scuola d'arte". Il padre la incoraggiò a studiare arte nella speranza di favorirne un buon matrimonio. In questo periodo, Loy sviluppò un vivo interesse per Dante Gabriel e Christina Rossetti e per i Preraffaelliti. L'espressione artistica di Loy era limitata dal controllo materno, come dimostra l'episodio in cui un suo disegno di Andromeda nuda fu distrutto dalla madre scandalizzata, che chiamò sua figlia "una puttana viziosa".

### Studi in Germania e a Parigi
Nel 1900 Loy frequentò la Münchner Künstlerinnenverein, collegata alla scuola di belle arti dell'Università di Monaco, dove perfezionò l'arte del disegno. Affermò in seguito che tutto quello che imparò nella sua vita lo doveva ad Angelo Jank, suo maestro a Monaco. Al suo ritorno a Londra, l'ambiente familiare soffocante le causò sintomi di nevrastenia.

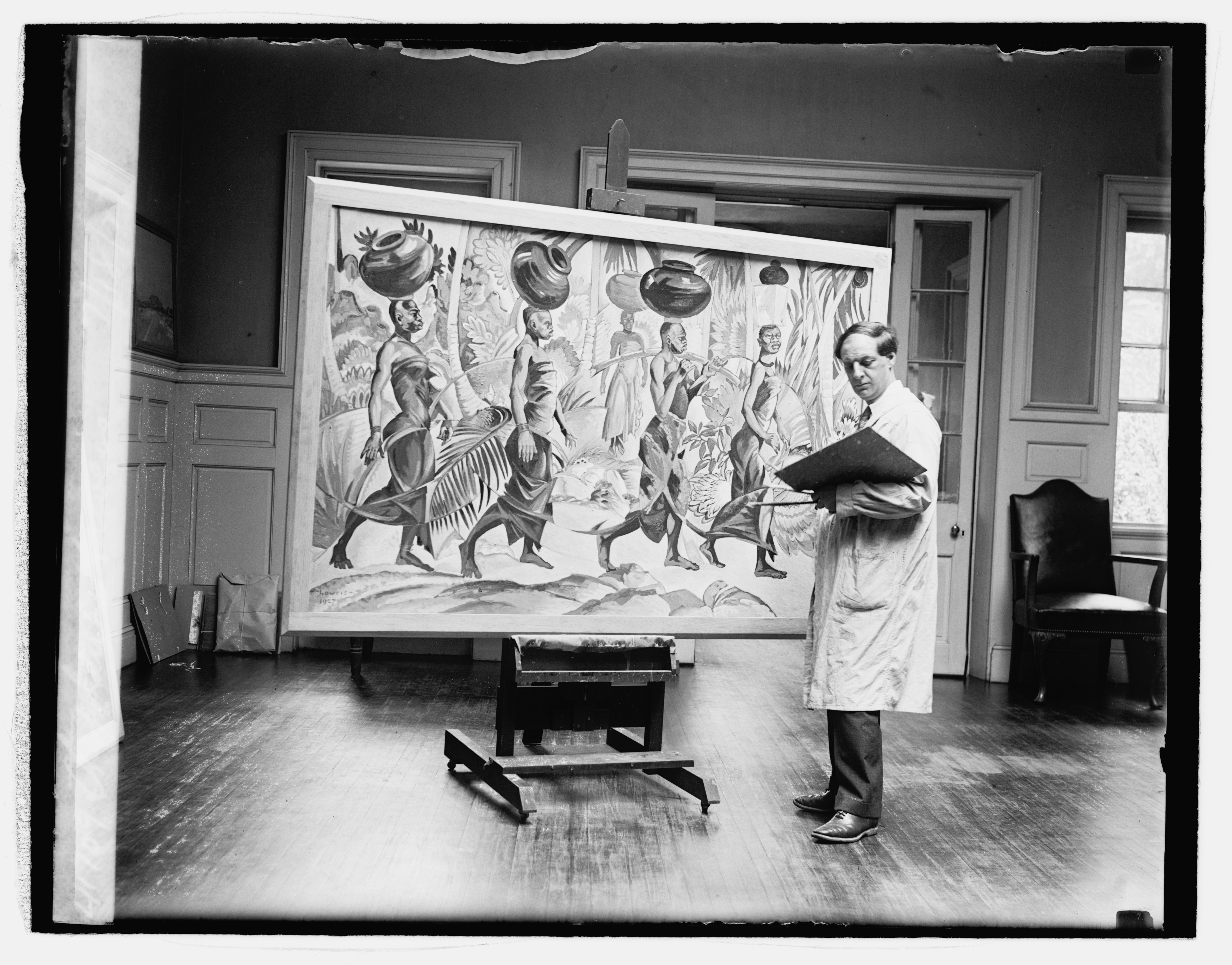
Il pittore Stephen Haweis, marito di Mina Loy

All'età di diciotto anni, Mina Loy ottenne dai genitori il permesso di proseguire gli studi a Parigi, accompagnata da una tutrice. Nel 1902 si stabilì a Montparnasse e si iscrisse all'Académie Colarossi, dove, a differenza dell'esperienza tedesca, frequentò classi miste. Qui incontrò il pittore Stephen Haweis, che percepì come una figura oppressiva, sia emotivamente che finanziariamente. Loy rimase incinta di Haweis. Di fronte alla gravidanza inattesa a ventun anni e temendo il rifiuto familiare e la diseredazione, chiese ai genitori il permesso di sposare Haweis, il cui elevato status sociale fu un fattore determinante per il loro consenso. Loy rifletté in seguito su come la sua educazione l'avesse resa incapace di resistere alle pressioni esterne, affermando di acconsentire automaticamente a richieste avverse, considerato il sistematico offuscamento del suo istinto di autoconservazione.
In età avanzata, Loy offrì una narrazione differente del suo matrimonio, enfatizzando non la sua impotenza, ma la sua autonomia e capacità di scelta. Considerò l'unione con Stephen una scelta preferibile alla vita da nubile o ragazza madre a Londra, in quanto le permise di affrancarsi dal suo passato.

### Parigi, 1903-1906
Haweis e Loy si sposarono a Parigi il 31 dicembre 1903, quando Loy era al quarto mese di gravidanza. Tra il 1903 e il 1904, Haweis iniziò a vendere photographies d'art, influenzate dallo stile Art Nouveau, spesso utilizzando Loy come modella. Ottenne successo con alcune fotografie di Rodin, entrando nella sua cerchia.

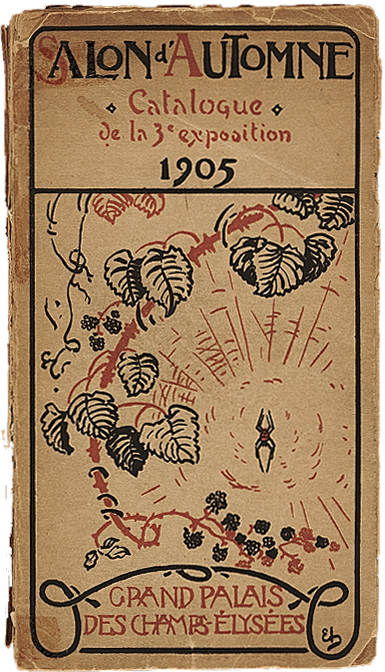
Parigi, Salon d'Automne, 1905, copertina del catalogo

Mentre Haweis conseguiva contatti e committenti, Loy divenne sempre più isolata. La sua prima figlia, Oda, nacque il 27 maggio 1903 dopo un parto difficile. Durante il travaglio della moglie, durato un'intera notte, Haweis era in compagnia della sua amante. Nella sua poesia Parturition Loy criticò l'irresponsabilità maschile.
Oda morì di meningite due giorni dopo il suo primo compleanno, lasciando Loy sconvolta. Dopo la morte della figlioletta, dedicò un'intera notte alla creazione di un dipinto a tempera dai toni cupi, intitolato Wooden Madonna. Quest'opera, ora perduta, raffigurava due donne molto diverse con i loro bambini: una madre dall'aspetto innocente e sereno, che teneva il suo bambino benedicente, in opposizione a un'altra madre, angosciata e inginocchiata, che malediceva entrambi con pugni serrati e il proprio neonato disteso senza vita.
In un altro suo lavoro, l'autoritratto Devant le miroir (1904), Loy esprime il suo dolore per la morte di Oda.
Nel 1904, spinta anche dal marito, Loy espose a Parigi sei acquerelli al Salon d'Automne, tutti ritratti di donne, con il nome "Mina Loy", omettendo la "w" presente nel cognome paterno. Mentre le opere del marito vennero notate dalla critica, che le definì "whistleriane", le sue, in quell'occasione, non ricevettero particolare attenzione.
Nella primavera del 1905 due suoi acquerelli vennero accettati al Salon des Beaux Arts.

#### Il successo al Salon d'Automne del 1906

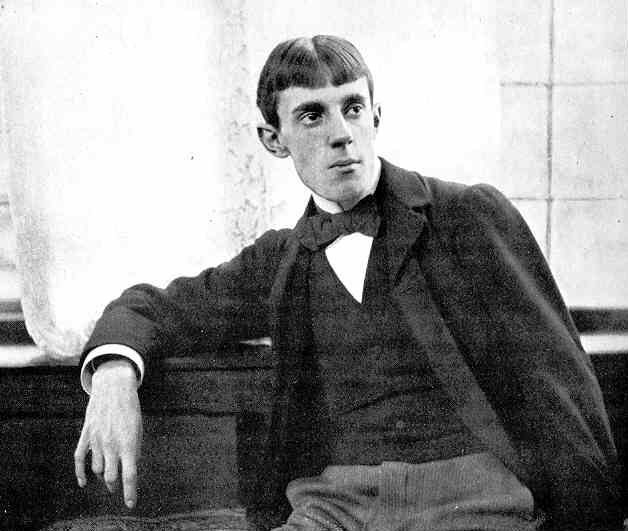
Aubrey Beardsley

Mina Loy ottenne il riconoscimento della critica al Salon d'Automne del 1906. La Gazette des Beaux-Arts elogiò i suoi acquerelli, che combinavano stili di artisti come Guys, Rops e Beardsley. La sua originalità, che la distingueva da altri artisti dell'epoca, risiedeva nell'uso originale dei soggetti e dello stile derivati dal decadentismo degli anni Novanta, caratterizzati da ambiguità sessuale e attenzione al dettaglio. La critica venne particolarmente colpita dall'opera, sofisticata e ironica, L'Amour dorloté par les belles dames (nota anche come Love among the Ladies). Questo dipinto parodiava la tradizionale rappresentazione della Madonna col Bambino, presentando Amore come una figura effeminata e preraffaellita, con attributi sessuali adulti, in contrasto con la serenità di una donna che lo accoglieva, mentre altre figure femminili completavano la scena, alcune in atteggiamento meditativo e disinteressato all'inversione dei ruoli sessuali.
Alla chiusura del Salon, Loy fu invitata a diventare sociétaire (membro permanente) della categoria del disegno, che le avrebbe permesso di esporre il suo lavoro senza passare attraverso un comitato di selezione, e di partecipare alle riunioni annuali del Comitato, un riconoscimento significativo per un'artista straniera esordiente.
Nel 1906 Loy e Haweis concordarono di vivere separatamente. Durante questo periodo di separazione, Loy fu curata per la nevrastenia, aggravata dalla morte di Oda, e intraprese una relazione con il medico francese Henry Joël le Savoureux, rimanendo incinta. Haweis non volle concederle il divorzio, per non perdere le sue duecento sterline di mantenimento. Per salvaguardare il matrimonio, propose il riconoscimento del figlio illegittimo, l'allontanamento da Parigi e il trasferimento a Firenze, dove la coppia non era conosciuta. Loy, sentendosi intrappolata, accettò queste condizioni.

### Firenze, 1906–1916
Nel 1906 Mina Loy si trasferì a Firenze con il marito. Qui nacquero la figlia Joella (1907) e, circa due anni dopo, il figlio di Haweis, John Stephen Giles Musgrove Haweis. La diagnosi di paralisi infantile di Joella spinse Loy ad avvicinarsi alla Scienza Cristiana, di cui divenne praticante.

In quegli anni Loy si inserì nella comunità internazionale degli espatriati e frequentò il salotto della mecenate e scrittrice statunitense Mabel Dodge, dove conobbe Gertrude Stein, Leo Stein e Alice B. Toklas. 

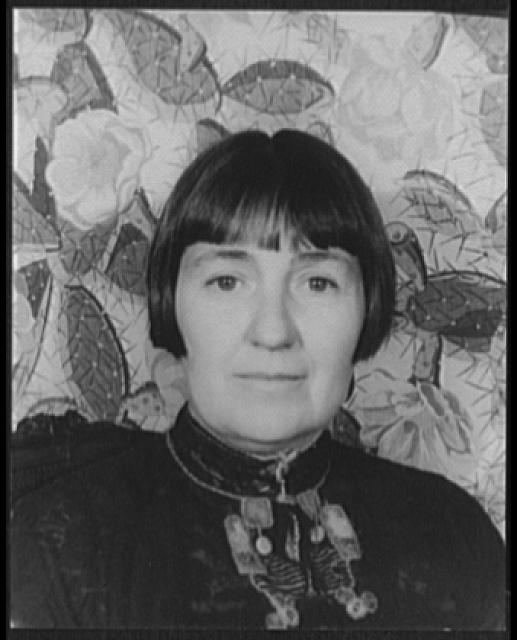
Ritratto di Mabel Dodge Luhan

Fu in questo contesto che entrò in contatto con le teorie di Freud, Bergson e con testi di filosofia orientale, che avrebbero influenzato il suo pensiero artistico e letterario, orientandola verso l'introspezione.
Nel 1910 Loy e Haweis, consapevoli della loro perdita di contatto con il mondo dell'arte, decisero di provare a esporre a Londra, dove le opere degli espatriati britannici erano ben accette. Il New English Art Club, fondato negli anni '80 dell'Ottocento come alternativa alla Royal Academy, accettò Jemima, uno dei ritratti di Mina, per la mostra estiva. La sua opera, tuttavia, passò inosservata. Haweis definiva le sue opere e quelle della moglie "postimpressioniste", un termine allora identificato con l'arte successiva all'impressionismo, ma che poteva anche significare, per i suoi sostenitori, liberazione emotiva e libertà intellettuale; per i suoi detrattori, "un complotto diffuso per distruggere l'intero tessuto della pittura europea".
Così Dodge definì il lavoro di Mina, che apprezzava meno di quello del marito: "Dipingeva piccoli quadri cinici, pittoreschi e delicati,  ricevimenti da tè tra signore, scene semifantastiche di un mondo favoloso dove la sua mente dimorava abitualmente in un perpetuo semitono, poetico e deprimente." Mina era, concluse, "insoddisfatta a causa di qualche mancanza in se stessa."

#### Prima mostra personale, Londra 1912
Nel 1912 ebbe luogo la sua prima mostra personale alla Carfax Gallery di Londra, dove venne presentata come un'artista dal talento insolito come colorista, artisticamente vicina a Beardsley e Conder. Espose il suo acquerello L'amour dorloté par les belles dames (ca. 1906), in cui ribaltava gli stereotipi di genere e La Maison en Papier (1906) che presenta un'enigmatica allegoria della metamorfosi nella forma di sei figure umane che rinviano a un'unica identità, con una donna spettrale, chiusa in casa, che si trasforma in una robusta figura androgina vestita con abiti da viaggio. Due altri disegni, Ces Coeurs, in cui giovani donne venivano mostrate mentre svuotavano cuori catturati in una carriola e Signore al Tè, fecero concludere al critico del Morning Post che Mina sarebbe stata un'illustratrice di talento.

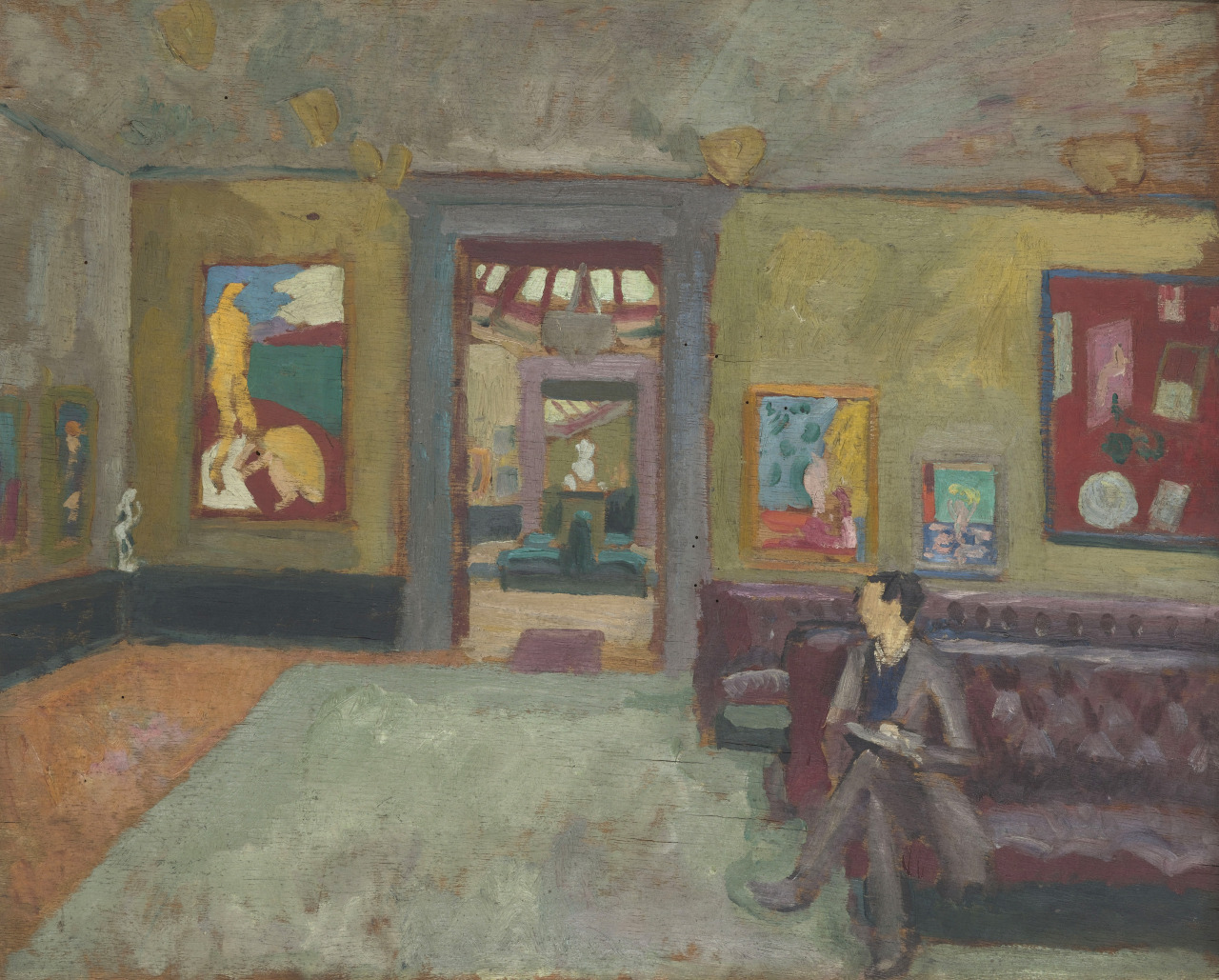
Roger Fry, The Matisse Room, Second Post-Impressionist Exhibition at Grafton Galleries, London, 1912

Nello stesso anno Loy poté assistere a Londra alla Seconda mostra post-impressionista organizzata da Roger Fry, nella quale vennero esposte opere di Bonnard, Cézanne, Matisse e Picasso, insieme ai “postimpressionisti” britannici, tra cui Vanessa Bell, Duncan Grant, Wyndham Lewis, Spencer Gore. Loy apprezzò solo i quadri di Lewis e sebbene il susseguirsi di importanti eventi artistici nella capitale britannica la rendesse una meta ambita e la stessa Loy potesse vantare buone credenziali presso il New English Art Club e la Galleria Carfax, non scelse di tornare a Londra.
Nel febbraio 1913 Haweis partì per l'Australia alla ricerca di nuove ispirazioni, recandosi in seguito a San Francisco e New York. Benchè durante gli anni trascorsi a Firenze, sia Loy che Haweis avessero avuto relazioni extraconiugali e condotto vite separate, Loy rimase molto sconfortata da questa partenza. Una volta ripresasi, completò un dipinto ad olio, La Machine a coudre, e tre disegni (Le Cirque hagenback a Florence, Le Petit carnaval, La grotta di Cythére) per il Salon D'Automne del 1913.

#### Futurismo e primi esercizi di scrittura
(Mina Loy, Aphorisms on Futurism, 1914)
Tra il 1913 e il 1914 attraverso l'amica Frances Simpson Stevens entrò in contatto con i futuristi italiani. Conobbe Carlo Carrà, Ardengo Soffici, Giovanni Papini e Filippo Marinetti; Papini e Marinetti, tra loro avversari, intrattennero con lei una breve relazione.
Pur non aderendo completamente all’estetica marinettiana, Loy fu influenzata dalla tecnica delle “parole in libertà”, che contribuì a innescare le sue prime sperimentazioni poetiche. Il suo Aphorisms on Futurism, un incrocio tra poesia in prosa, sperimentazione strutturale e audace affermazione di sé tipiche del futurismo, fu pubblicato nel 1914 nella rivista americana Camera Work, attenta alle ultime tendenze artistiche europee e ai movimenti letterari, introducendo Loy al pubblico statunitense. Secondo il critico Roger Conover, gli Aphorisms rappresentano la prima opera di Loy ad essere data alle stampe.

Nel 1914 Loy scrisse Feminist Manifesto, un testo radicale che attaccava le fondamenta culturali della subordinazione femminile, proponendo una rigenerazione dei rapporti tra i sessi. Redatto in forma di proclama futurista, il Manifesto circolò solo in ambito privato e rimase inedito fino al 1982, quando fu pubblicato nella raccolta curata da Roger Conover The Last Lunar Baedeker.

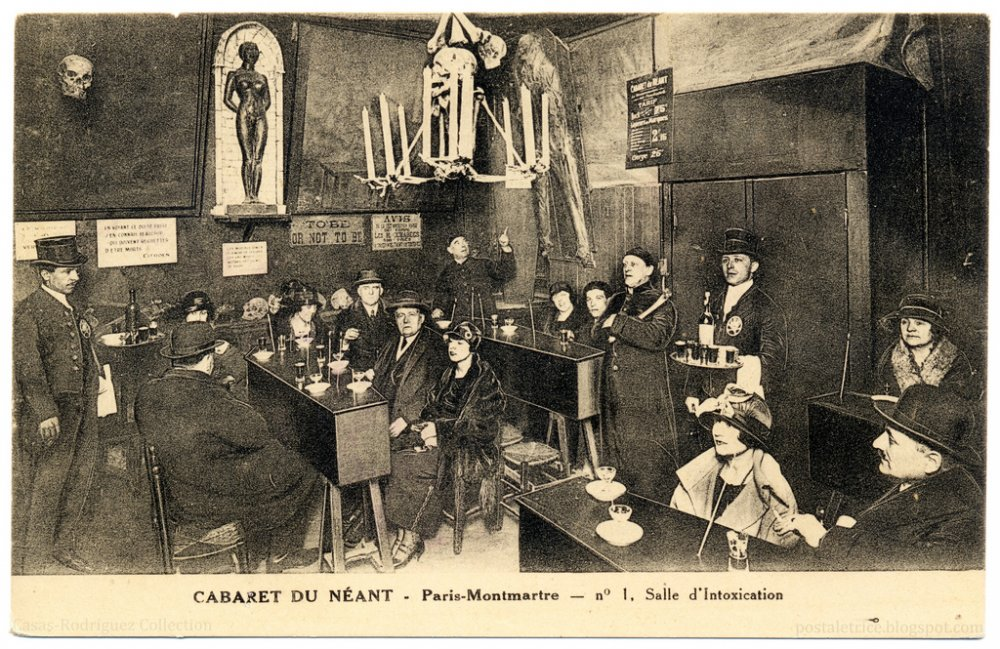
Il Cabaret du Néant parigino descritto da Mina Loy nella sua prima poesia (1914)

#### Scrittura e pubblicazioni
Loy cominciò a pubblicare i suoi testi nelle riviste avanguardiste americane mentre viveva ancora a Firenze. La sua prima poesia pubblicata fu Café du Néant, apparsa nel 1914 su International: A Review of Two Worlds, come parte di Three Moments in Paris. In Café du Neant e nelle altre prime poesie Loy impiegò tecniche futuriste per investigare e sottoporre a satira le dinamiche di genere, l'atteggiamento maschile, la dipendenza femminile, l'apparenza coniugale, la repressione sessuale, l'amore romantico.
Nello stesso anno pubblicò Parturition, la prima poesia in assoluto a descrivere il parto dal punto di vista della partoriente, e la prima poesia in lingua inglese a utilizzare il collage per esprimere, attraverso l'accostamento di frammenti e una struttura visivamente non lineare, la violenta, caotica e a tratti disorientante esperienza fisica della nascita. In Parturition la critica Virginia Kouidis ha colto anche l'influenza di Bergson, per la ricerca di una fusione tra vita spirituale e intellettuale. La forma (il dolore, il corpo), viene collegata al  significato più profondo (la scoperta del sé, la comprensione dell'esperienza femminile): "nel dare alla luce il bambino, dà alla luce se stessa".
Nel 1915 Loy iniziò a collaborare con la rivista Others (1915-1919), fondata da Walter Arensberg e Alfred Kreymborg, aperta all'innovazione poetica e punto di riferimento della maggior parte dei pionieri modernisti americani. Nel primo numero di questa rivista, cui collaborarono Man Ray, William Carlos Williams, Wallace Stevens, Marcel Duchamp e Marianne Moore, Loy nel 1915 pubblicò Love Songs, un collage di quattro poesie a tema erotico, caratterizzate da uno stile audace, privo di punteggiatura e di sospensioni sintattiche, in cui la critica ha intravisto l'influsso dell'opera di Rémy de Gourmont.

Con Love Songs, in seguito ampliata a trentaquattro poesie, Loy guadagnò la fama di avanguardista "radicale" del verso libero. La sua libera interpretazione in versi delle assurdità umane, delle frustrazioni psicologiche e sessuali generò disorientamento e sconcerto tra i lettori tradizionalisti, e le valse notorietà e scandalo.

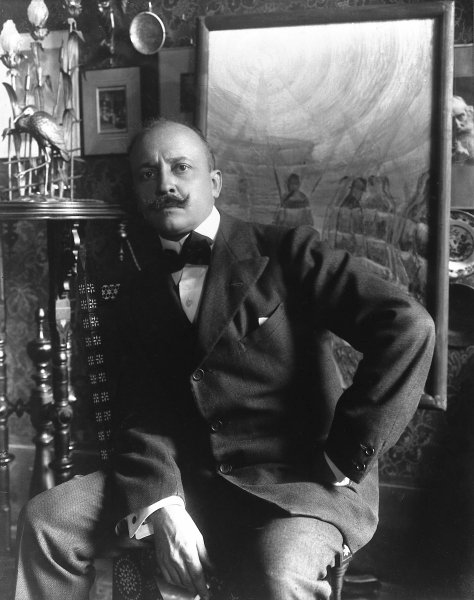
Filippo Tommaso Marinetti

#### Pittura e attività espositiva
In questo periodo riprese a dipingere, inviando alla mostra del 1914 del londinese Friday Club, che aveva legami con il gruppo di Bloomsbury, due dei suoi ritratti, Woman's Head e Maria con Bruno.
Nello stesso anno, come rappresentante della Gran Bretagna, fu invitata ad esporre alcune delle sue opere alla prima Esposizione Internazionale Futurista Libera a Roma. Le opere presentate furono tre ritratti di Marinetti - due "dinamismi" e una ''sintesi facciale'' - e un ''dinamismo del subcosciente''.
Allo scoppio della prima guerra mondiale era ancora a Firenze e fu coinvolta dall'entusiasmo futurista per la guerra e dall'antipatia per il pacifismo: in una lettera a Carl Van Vechten dichiarò "il mio lato maschile anela alla guerra", da lei percepita come un afrodisiaco. Per un breve periodo lavorò come infermiera volontaria in un ospedale chirurgico a Firenze.
Più tardi, nel 1920, in Psycho-Democracy, avrebbe modificato la sua posizione, rinunciando alle sue idee sul militarismo ed esprimendo una visione più aperta al pacifismo.

### New York, 1916-1917

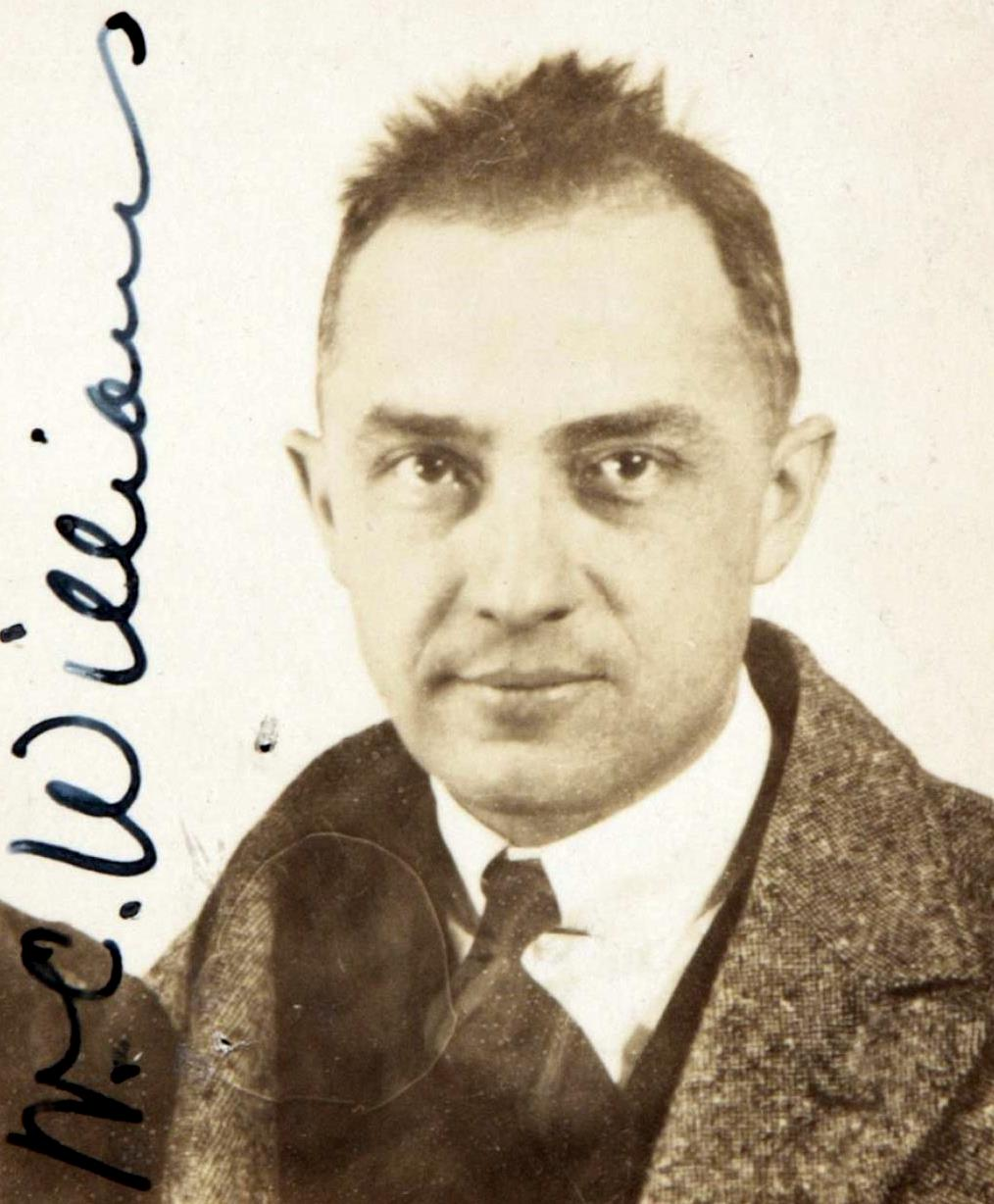
William Carlos Williams, 1921

Nell'inverno del 1916, desiderosa di indipendenza, lasciò i figli a una balia e si trasferì a New York, dove, fin dal 1914 aveva pubblicato alcuni suoi lavori in diverse riviste di poesia, tra cui Camera Work, Trend, International, Rogue, Others, per tramite del suo agente letterario, lo scrittore, fotografo e critico musicale Carl Van Vechten, conosciuto a Firenze. Figura chiave del gruppo formatosi intorno alla rivista Others (1915-1919), Loy divenne presto un'assidua frequentatrice del circolo degli Arensberg (Walter Arensberg fu cofondatore di Others) che accoglievano nel loro appartamento di New York un gruppo di noti avanguardisti statunitensi ed espatriati europei, tra cui Alfred Kreymborg e Marcel Duchamp.
Sviluppò amicizie con Ezra Pound, Tristan Tzara e Jane Heap e collaborò alla rivista d'arte dada The Blind Man di Marcel Duchamp, pubblicata a New York nel 1917.
Ezra Pound elogiò le opere di Loy e Moore descrivendole come "logopoeia" e notò l'assenza di emozione, caratterizzando i loro scritti una "danza dell'intelligenza tra parole e idee".
Tra il 1917 e il 1919, secondo gli studi di Burke e Conover, Loy non produsse nuove poesie e si dedicò alla scrittura di testi teatrali e scenette dadaiste.

#### Attività teatrale e di designer
All'inizio del 1917 Loy recitò al fianco di William Carlos Williams, come moglie e marito, nella pièce in un atto di Alfred Kreymborg Lima Beans, prodotta dai Provincetown Plays.
In precedenza, durante gli anni trascorsi a Firenze, Loy aveva scritto alcune opere teatrali, pubblicate su riviste statunitensi: The sacred Prostitutes (1914, inedito fino al 2011), una satira della guerra tra i sessi; Collision e Cittabapini (1915), a tema futurista, pubblicate con il titolo Two Plays sulla rivista Rogue dell'agosto 1915; The Pamperers, scritto tra il 1915 e il 1917 e pubblicato su The Dial nel 1920, in cui affrontò il rapporto tra l'artista d'avanguardia e il pubblico.
Come altra attività, Loy iniziò una produzione di paralumi artistici e accessori di moda. L’interesse per l’illuminazione decorativa emerge anche nel dipinto Making Lampshades, esposto nel 1917 alla Society of Independent Artists, che testimonia l’inizio di una pratica estetica legata alla funzionalità domestica. I suoi paralumi, spesso realizzati con materiali innovativi e riciclati, riflettevano un’estetica modernista e anticipavano il suo approccio più strutturato negli anni successivi.

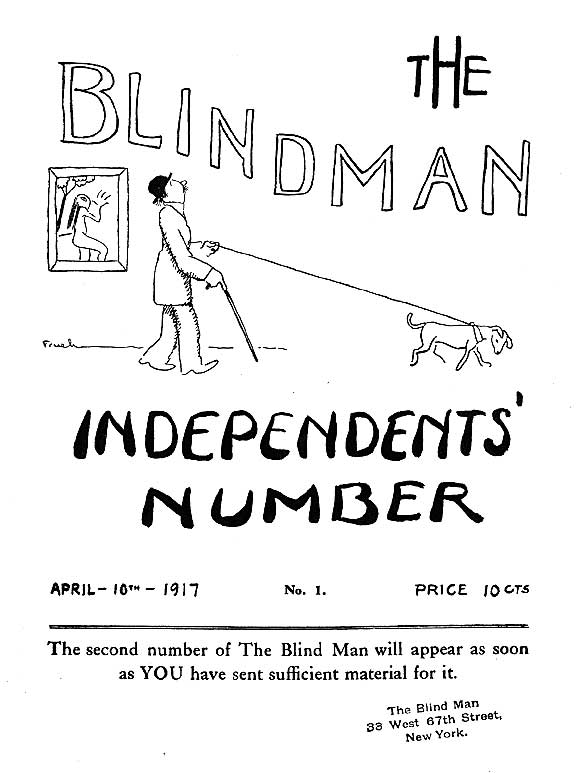
Il primo numero della rivista d'arte dada The Blind Man (1917), cui collaborò Mina Loy

#### Produzione artistica
Alla prima mostra della Society of Independent Artists (fondata nel dicembre 1916) al Grand Central Palace di New York, aperta il 10 aprile 1917, contribuì con un dipinto (andato perduto) intitolato Making Lampshades. Con Walter Arensberg come direttore e Marcel Duchamp come capo del comitato di allestimento, la mostra aprì nuove prospettive negli Stati Uniti, adottando lo slogan "Nessuna giuria, nessun premio": le opere d'arte vennero esposte in ordine alfabetico, senza riguardo alla reputazione, permettendo a chiunque di partecipare al prezzo di sei dollari.

#### Cravan, il "pugile poeta"
Nel 1917 Loy ottenne il divorzio da Stephen Haweis e nello stesso anno incontrò il "poeta-pugile" Arthur Cravan, nipote di Constance Lloyd, moglie di Oscar Wilde. Per evitare la leva, Cravan fuggì in Messico, dove Loy lo raggiunse e lo sposò a Città del Messico nel 1918. Vissero in povertà, un'esperienza che Loy avrebbe poi descritto nelle sue opere. Durante una successiva gravidanza, si imbarcò per Buenos Aires per aspettare Cravan, ma questi scomparve in mare senza lasciare traccia, presumibilmente annegato, sebbene voci di avvistamenti si siano succedute per il resto della vita di Loy. Nel suo memoriale inedito Colossus, Loy esplorò la sua relazione con Cravan, utilizzando il linguaggio del pugilato.

### Viaggi in Europa (1919-1923)

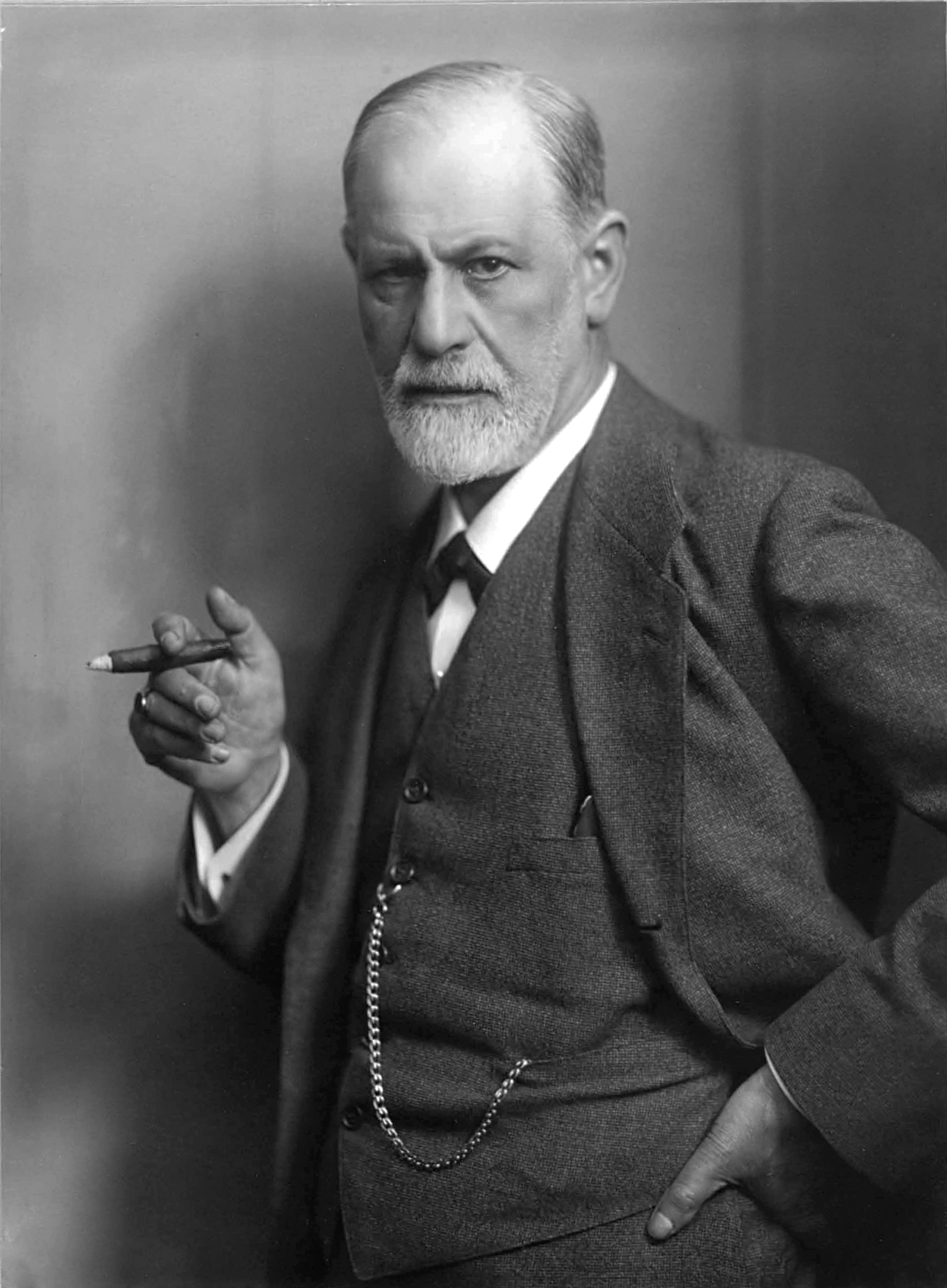
Sigmund Freud in una foro di Max Halberstadt

Nel 1919 nacque in Inghilterra Fabienne, figlia di Loy e Cravan. Nei mesi successivi Loy viaggiò in Svizzera, Francia e Italia. Nel marzo 1920 fece ritorno a  New York, dove si esibì nuovamente sul palcoscenico del Provincetown Theatre, importante centro del fermento modernista, sotto lo pseudonimo di Imna Oly, nel ruolo della zitella Esther, in What D'You Want di Lawrence Vail. Trasferitasi al Greenwich Village frequentò Margaret Anderson, Lola Ridge, Djuna Barnes e altre artiste e scrittrici.
Nel 1921 Loy conobbe un grave lutto: la perdita del figlio Giles, che l'ex marito Hawais aveva portato con sè alle Bermuda all'insaputa di Loy e senza il suo permesso, e che lei non avrebbe mai più rivisto. La sua perdita e quella di Cravan causarono all'autrice una grave forma di depressione.
Dopo aver lasciato New York, nel 1921 raggiunse le figlie a Firenze e nel 1922 si trasferì per un anno a Berlino. Secondo la biografia di Burke, durante un soggiorno a Vienna, Mina Loy ebbe occasione di incontrare Sigmund Freud, che posò per un suo ritratto e lesse alcuni suoi racconti, tra cui Hush Money, definendolo “analitico”.
Sempre nel 1922 pubblicò su Dial la poesia Brancusi’s Golden Bird, ispirata dalla fotografia scattata da Brancusi alla sua scultura in bronzo, l'Uccello d'oro. In quello stesso numero di novembre comparve per la prima volta Waste Land di T.S. Eliot.

### Ritorno a Parigi (1923-1936)
Quando tornò a Parigi nel 1923, Loy era all'apice della sua fama, ma senza una fonte stabile di guadagno. Dopo aver ottenuto il divorzio dal marito nel 1917, il padre le aveva tolto il mantenimento economico.

#### Attività decorativa e commerciale: le Galeries Loy
Per guadagnarsi da vivere, Loy si dedicò alla produzione e alla vendita di paralumi e altri oggetti decorativi, un'attività che aveva già avviato nei suoi anni di permanenza a New York, e che qui trasformò in una vera e propria impresa creativa. Nel 1926 Peggy Guggenheim aprì per lei un apposito negozio, Galeries Loy, al 52 Rue du Colisée, uno spazio che fungeva sia da atelier che da galleria espositiva. Le lampade di Loy, realizzate con materiali plastici innovativi dell’epoca (cellophane, rhodoid e Crystal Lux), sottili, traslucidi e modellabili, erano ispirate a forme marine, celesti e geometriche, e spesso incorporate in basi di bottiglie antiche. L’attività ricevette recensioni favorevoli e fu documentata in riviste come Art et Industrie e Arts and Decoration, che ne evidenziarono l’originalità e il carattere sperimentale.
Il negozio ospitò anche opere di altri artisti, tra cui Laurence Vail, con un catalogo introdotto da Tristan Tzara, sottolineando il legame tra arte decorativa e avanguardia surrealista.

#### Attività poetica e artistica, circoli intellettuali
Tra le sue frequentazioni del periodo figurano gli intellettuali e gli artisti più famosi degli anni venti e trenta del Novecento: André Gide, Paul Valéry, Gertrude Stein, Peggy Guggenheim, Colette, Ernest Hemingway, Sylvia Beach, James Joyce, Constantin Brancusi, Djuna Barnes.

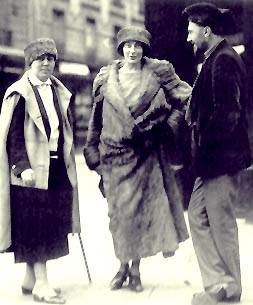
Jane Heap, Mina Loy e Ezra Pound, 1923

Gli anni venti segnano la maturazione di Loy come poetessa. Nella rivista Little Review Loy pubblicò PsychoDemocracy, di ispirazione futurista, la satira Lions' Jaws, in cui attaccò il futurismo come un movimento artistico insincero che aveva trasformato l'arte in un circo (i futuristi sono soprannominati "sbalorditivi" e “Raminetti”, ovvero Marinetti, venne ritratto come maestro di circo) e le prime puntate della serie semi-autobiografica Anglo-Mongrels and the Rose (1923-1924).
A Parigi nel 1923 uscì il suo primo volume di poesie, Lunar Baedecker, una raccolta di trentuno poesie, che includeva le sue celebri Love Songs, non pubblicate in precedenza a causa della loro esplicitezza sessuale.
Nel 1931, dopo che suo genero Julian Levy aprì una galleria a New York, divenne suo consulente d'arte e suo agente di acquisto a Parigi. Tra gennaio e febbraio 1933, in quella stessa galleria, Levy organizzò la prima mostra dei dipinti e disegni di Loy, che includeva il poema Apology of Genius, tratto dalla raccolta Lunar Baedecker, pensato per essere esaminato in simultanea, evidenziando la stretta correlazione dell'opera poetica di Loy con la sua produzione visiva.
Dopo il periodo produttivo degli anni venti, Loy non fece progressi significativi nella sua produzione pittorica e poetica; solo sporadicamente scrisse prose autobiografiche. La sua vita personale è avvolta nel mistero. Alcuni studi critici sostengono che, pur non avendo abbandonato la scrittura fino a poco prima della sua morte, Loy raramente avrebbe eguagliato le audaci innovazioni strutturali che caratterizzano le poesie del 1913-1925.

### New York (1936-1953)
Nel 1936 Loy il mutamento della situazione politica in Europa e il suo senso di isolamento a Parigi, le fecero decidere il ritorno a New York, da dove mancava dal 1921. Visse per un certo periodo con la figlia a Manhattan, per poi trasferirsi nel 1942 nel quartiere del Bowery, un’area allora segnata da forte degrado urbano e povertà. 

#### Bowery (1942-1953): poesia e collage

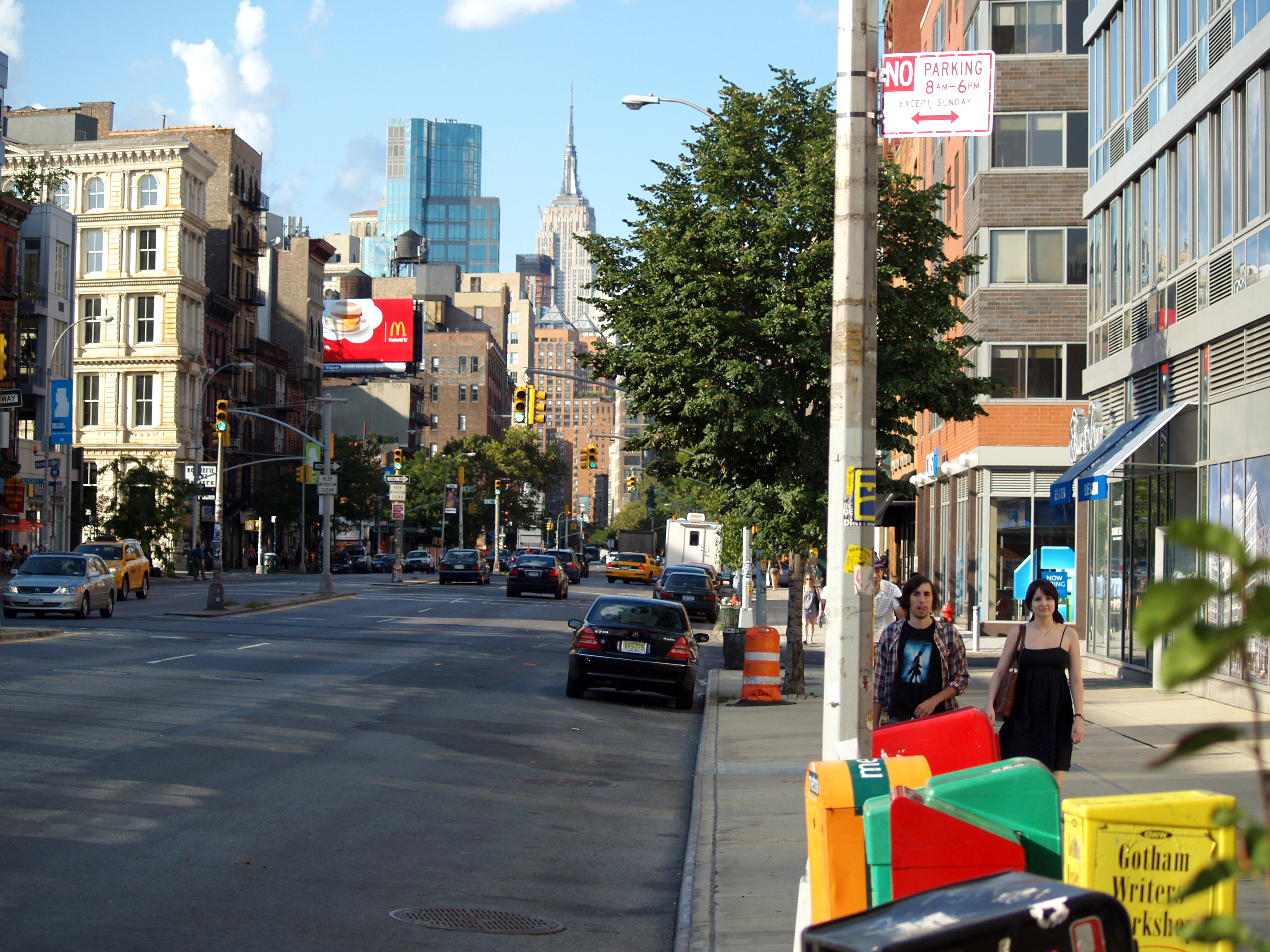
Bowery, New York, un tempo quartiere dei marinai e degli immigrati appena arrivati negli Stati Uniti

Tra il 1942 e il 1949 Mina Loy compose i cosiddetti Bowery poems, testi che documentano con sguardo empatico e critico la vita degli abitanti del quartiere Bowery, in quegli anni epicentro della marginalità urbana. La sua scrittura assunse una forma ibrida, nella quale poesia, osservazione sociale e uso visuale del testo convivono, delineando un linguaggio espressivo non convenzionale.
Nello stesso periodo Loy realizzò una serie di assemblaggi tridimensionali, i cosiddetti Constructions, ricavati da materiali di scarto trovati nelle strade del Bowery: legno, metallo, carta, tessuti, oggetti rotti. Queste opere, esposte nel 1959 alla Bodley Gallery con il titolo Refusees, rappresentano un’estensione visiva della sua pratica poetica e offrono una lettura critica della condizione sociale degli emarginati e del contesto urbano degradato in cui vivevano.
Sebbene la produzione poetica di Loy sia generalmente considerata culminante nel periodo 1913-1925, gli studi recenti hanno rivalutato le opere composte negli anni quaranta e cinquanta, ritenendo che questa fase, pur meno innovativa dal punto di vista formale, rappresenti un'originale risposta critica alla marginalità urbana e alla cultura consumistica del rifiuto. La novità dei suoi assemblaggi nel panorama artistico dell’epoca è stata messa in relazione a sperimentazioni successive come l’arte povera e l’assemblage postmoderno, e al fascino degli scrittori della Beat Generation per la figura del barbone come alter ego dell'artista/bricoleur emarginato, simbolo del rifiuto della cultura consumistica.
Il 15 aprile 1946 divenne cittadina statunitense con il nome di "Gertrude Mina Lloyd".  

### Aspen (1953-1966)
Nel dicembre 1953 Loy si trasferì ad Aspen, Colorado, dove già vivevano le figlie. Continuò a realizzare collage di tecniche miste e assemblaggi di materiali di scarto. Espose i suoi oggetti artistici a New York nel 1951 e alla Bodley Gallery nel 1959, senza prendere direttamente parte alle mostre.

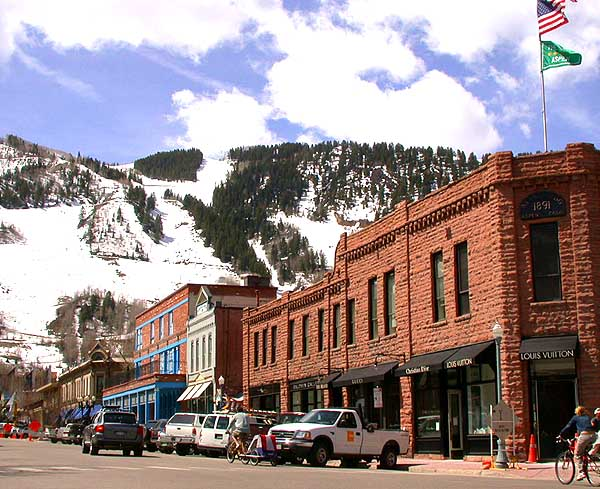
Aspen, Colorado, dove visse Mina Loy negli ultimi anni della sua vita

Nel 1959 ricevette il Copley Foundation Award per il suo contributo artistico, in particolare per gli assemblaggi realizzati con materiali di scarto.
Il suo secondo e ultimo libro, Lunar Baedeker & Time Tables, fu pubblicato nel 1958 da Jonathan Williams della Jargon Press. L'opera fu ignorata dalla stampa tradizionale e la sua circolazione rimase all'interno dei circuiti d'avanguardia.
Nel 1961 il poeta Samuel French Morse pubblicò il saggio The Rediscovery of Mina Loy and the Avant Garde nella rivista Wisconsin Studies in Contemporary Literature, segnalando un vuoto nella ricezione di questa autrice e auspicandone la riscoperta. Nel lamentare l'omissione di alcune poesie, da lui ritenute importanti, nel secondo volume Lunar Baedeker & Time Tables, Morse ricostruì la frammentaria produzione e pubblicazione dell'opera poetica di Loy: la prima edizione di Lunar Baedeker (o "Baedecker") in trecento copie nel 1923; alcune poesie (Anglo-mongrels and the rose) pubblicate nel 1925 in Contact Collection of Contemporary Writers di McAlmon; le poesie incluse da Kreymborg nella sua antologia della rivista Others  e "un campione (tra cui Pig Cupid) nell'irascibile album di ritagli di Ezra Pound".

### Morte
Loy continuò la sua attività letteraria e artistica fino alla morte, ma, ormai quasi del tutto scomparsa dalla scena letteraria e critica, non recuperò mai il successo incontrato negli anni venti.
Morì per polmonite il 25 settembre 1966, all'età di 83 anni, ad Aspen, Colorado. È sepolta nell'Aspen Grove Cemetery.
Nel 1974 la figlia di Mina Loy, Joella Bayer (1907-2004), ha lasciato in eredità tutti i manoscritti e i dattiloscritti della madre, compresi i suoi archivi, alla Biblioteca dell'Università di Yale (Beinecke).

## Opere pubblicate
Le sue poesie furono inizialmente pubblicate su diverse riviste, tra cui Camera Work, Trend, Rogue, Little Review, Others e Dial. 
In vita pubblicò due volumi delle sue poesie: The Lunar Baedeker (1923) e The Lunar Baedeker & Time-tables (1958).  
Postumi sono stati pubblicati due volumi aggiornati delle sue poesie, The Last Lunar Baedeker (1982) e The Lost Lunar Baedeker (1996), entrambi a cura di Roger L. Conover. L'edizione del 1982 contiene l'inedito Feminist Manifesto (1914) e alcuni saggi che mettono in evidenza il ruolo di Loy come critica d'arte, Notes on Childhood e Phenomenon in American Art, dedicati alle opere di Joseph Cornell e Constantin Brancusi.  
L'edizione del 1997, organizzata per sezioni cronologiche, più ampia e comprensiva delle poesie prodotte negli anni quaranta e di altri saggi degli anni 1914-1925, come  Aphorisms on Futurism e Modern Poetry, omette invece Anglo-Mongrels and the Rose, una sequenza di 21 poesie, in parte semi-autobiografiche, in parte satira sociale, presente invece nell'edizione del 1982.
Il suo unico romanzo, Insel, fu pubblicato postumo nel 1991. Nel 2004 sono stati pubblicati due inediti di prosa autobiografica scritti da Loy dal 1930 al 1950, The Child and the Parent e Islands in the Air.
Nel 2011, a cura di Sara Crangle, è stato pubblicato il volume Stories and essays of Mina Loy, la prima raccolta organica dedicata agli scritti narrativi e saggistici di Mina Loy.

### Poesie
- (EN) Mina Loy, Lunar Baedecker [sic], Paris, Contact Publishing Company, 1923.
- (EN) Mina Loy, Lunar Baedeker and Time-Tables : selected poems, Highlands, N.C, Jonathan Williams Publisher, 1958.
- (EN) Mina Loy, The Last Lunar Baedeker, a cura di Roger Conover, Highlands, Jargon Society, 1982.
- (EN) Mina Loy, The Lost Lunar Baedeker, a cura di Roger Conover, New York, Farrar Straus Girous, 1996.

#### Traduzioni italiane
- Mina Loy, Per guida la luna : poesie e elegie d'amore, con testo a fronte, a cura di Antonella Francini, Firenze, Le Lettere, 2003.
- Mina Loy, The Lost Lunar Baedeker, traduzione di Marco Bartoli, introduzione di Roger L. Conover, postfazione di Laura Pezzino, Roma, Rina edizioni, 2022, ISBN 9791280251091.

### Prosa
- (EN) Mina Loy, Insel, a cura di Elizabeth Arnold, Santa Rosa, Black Sparrow Press, 1991, OCLC 24288284.
  - rieditato nel 2014, con l'aggiunta del testo Visitation of Insel presentato da Sarah Hayden[108]
- (EN) Sara Crangle (a cura di), Stories and essays of Mina Loy, Champaign, Dalkey Archive Press, 2011, OCLC 668193841.
- (EN) Karla Kelsey (a cura di), Lost Writings: Two Novels by Mina Loy, New Haven, Yale University Press, 2024, OCLC 1450791208.

### Mostre
- Salon d'Automne (Parigi, 1904)[109] - espone sei acquerelli: La mère, Objets, La discute, Devant le miroir, Etude, La guitare
- Salon des Beaux Arts (Parigi, 1906)[110]
- Prima Esposizione Internazionale Libera Futurista (Roma, 1914)[60]
- The New York Society of Independent Artists (mostra inaugurale, 1917)[111][112]
- Constructions, Bodley Gallery, New York (14-25 aprile 1959)[113]
- Mina Loy: Strangeness is Inevitable, Bowdoin College, Brunswick, Maine (6 aprile 2023 - 17 settembre 2023; prima mostra  monografica dedicata all'arte visiva di Mina Loy, con oltre 80 opere e materiali d’archivio)[114]

## Riscoperta e ricezione critica
(Rob Sheffeld, Mina Loy in Too Much Too Soon: poetry / celebrity / sexuality / modernity. (Essays), in The Literary Review, 6/4 (2003), p. 627)
La ricezione critica dell’opera di Mina Loy ha seguito un percorso disomogeneo, segnato da lunghi periodi di oblio e da successive fasi di riscoperta e valorizzazione, che hanno interessato dapprima la sua produzione poetica e in seguito l’intero corpus, inclusi i testi in prosa, gli scritti teorici e la produzione artistica.

### Anni ottanta e novanta
Il primo importante studio è stato il libro Mina Loy: American Modernist Poet (1980) di Virginia M. Kouidis, che ha fornito la prima lettura sistematica della produzione poetica di Loy, in una prospettiva femminista e con un approccio principalmente biografico e letterario, incentrato sull’analisi formale e stilistica.
 

Kouidis ha collocato Loy nel più ampio contesto della poesia modernista, definendola una precorritrice per i suoi esperimenti con il linguaggio e l'organizzazione formale delle sue poesie, influenzati dalle avanguardie europee e statunitensi (futurismo, cubismo, dadaismo), dalla filosofia di Henri Bergsone da autori come Charles Baudelaire, Jules Laforgue, Guillaume Apollinaire, Remy de Gourmont e Gertrude Stein. Per la radicalità con cui affronta il tema della sessualità, secondo Kouidis, Loy avrebbe anticipato alcune istanze del pensiero e dell'arte femminista.

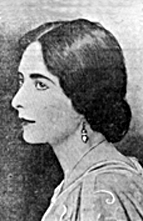
Mina Loy, 1917

Roger L. Conover ha contribuito in modo significativo alla riscoperta dei suoi testi poetici curando due importanti antologie: The Last Lunar Baedeker (1982), comprensivo del poema autobiografico Anglo-Mongrels and the Rose, e The Lost Lunar Baedeker (1996), che hanno reso accessibile una parte significativa della sua produzione poetica, fino ad allora dispersa o inedita. Conover ha evidenziato come l'opera di Loy sfugga a ogni tentativo di collocazione stabile all’interno dei movimenti artistici e letterari del Novecento. Secondo la sua lettura, l’inclassificabilità, il nomadismo culturale, il suo stato di outsider e la tensione costante alla reinvenzione di sé e della propria arte, costituirebbero al tempo stesso la cifra stilistica dell’autrice e una possibile spiegazione del suo oblio.
Negli anni novanta si è assistito a un ampliamento delle prospettive critiche, con un crescente interesse da parte della critica femminista e degli studi sul modernismo. Carolyn Burke è stata tra le prime studiose a proporre una lettura sistematica in chiave femminista della scrittura di Loy. Nei suoi saggi, e più tardi nella biografia Becoming Modern: The Life of Mina Loy (1996), ha offerto una ricostruzione dettagliata della traiettoria personale e intellettuale dell'autrice, intrecciando aspetti privati e artistici e individuando nella sua scrittura una tensione verso l’autorappresentazione femminile alternativa rispetto ai modelli culturali dominanti.
Due anni dopo è stata pubblicata la prima raccolta di saggi critici, Mina Loy: woman and poet (1998), curata da Keith Tuma e Maeera Shreiber, che rilegge la produzione poetica di Loy e indaga sul suo rapporto con la tradizione letteraria, con i movimenti politici, la filosofia moderna, le culture moderniste e post-avanguardiste e la poetica femminista contemporanea.

### Anni Duemila
Negli anni Duemila, l’opera di Mina Loy è stata oggetto di una crescente attenzione critica, con studi che ne hanno approfondito la dimensione culturale, formale e filosofica, evidenziando la sua posizione marginale rispetto ai canoni modernisti e la sua radicale sperimentazione linguistica e concettuale.

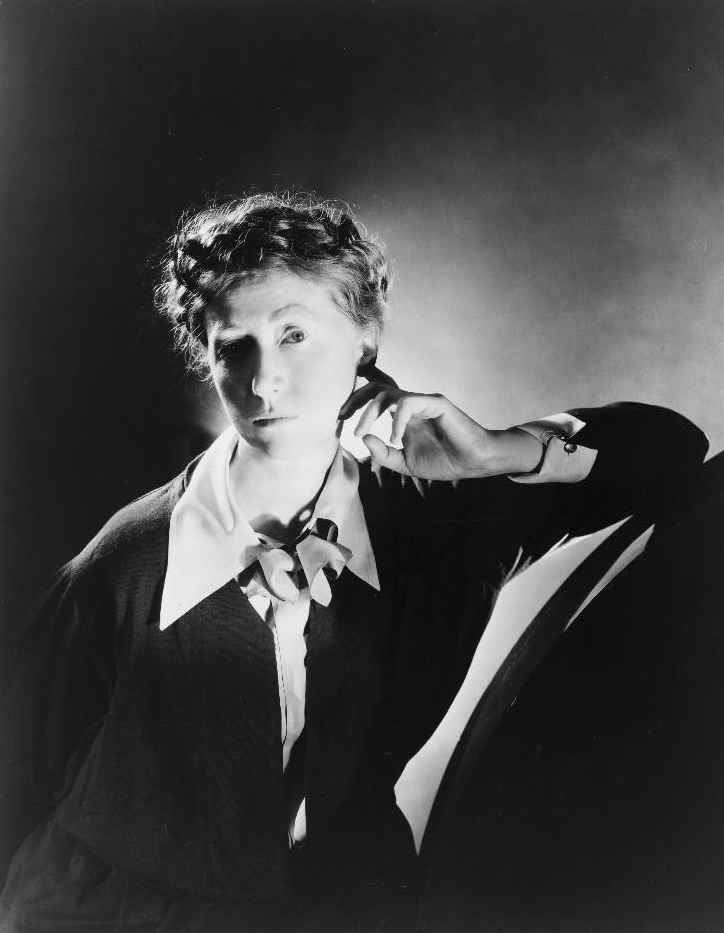
Marianne Moore, 1935

Rachel Blau DuPlessis in Genders, Races, and Religious Cultures in Modern American Poetry, 1908–1934 (2001), ha inaugurato un approccio culturale allo studio della poesia modernista, analizzando le tracce testuali di ideologie legate a genere, razza e religione. In questo contesto, Loy emerge come figura che interroga le strutture discorsive dominanti e incarna, secondo DuPlessis, una forma di “donna nuova”, soggetto poetico e sociale che sfida le convenzioni borghesi. La studiosa statunitense ne ha esplorato la funzione erotica e politica, in particolare in Songs to Joannes, evidenziando il modo in cui il testo destabilizza il discorso lirico patriarcale.
Nel 2005 Cristanne Miller nel suo studio comparativo su Mina Loy e le poetesse moderniste Marianne Moore ed Else Lasker-Schüler, ha analizzato come il contesto geografico e le comunità letterarie transnazionali (New York, Berlino, e le capitali europee frequentate da Loy) abbiano influenzato strategie poetiche femminili alternative. Loy, secondo Miller, sviluppò una poetica autonoma centrata sull'autorappresentazione e sulla costruzione simbolica del corpo femminile, rifiutando il modello modernista americano dominante e interrogando le norme di genere. Tra gli strumenti di questa esplorazione, Miller evidenzia l’uso performativo della denominazione: Loy adottò numerosi nomi e anagrammi (Nima Lyo, Anim Yol, Imna Oly, Gina, Ova, Maraquita, Daniel, Goy, Doosie) e mise in scena la propria soggettività anche attraverso abiti, fotografie e disegni, come forma di moltiplicazione identitaria e resistenza alle definizioni patriarcali. La sua posizione marginale nei circuiti editoriali avrebbe contribuito, secondo Miller, alla ricezione frammentaria della sua opera.
Linda A. Kinnahan in Lyric Interventions (2004) ha analizzato la tensione tra lirismo e sperimentalismo, con particolare attenzione alla soggettività femminile e alla politicizzazione del linguaggio poetico. Successivamente, in Mina Loy, Twentieth-Century Photography, and Contemporary Women Poets (2017), ha messo in relazione la scrittura di Loy con le tecniche della fotografia sperimentale novecentesca, integrando la sua opera nel più ampio contesto delle arti visive e delle pratiche di autorappresentazione ed evidenziando l’uso poetico di collage, montaggio e frammentazione come strumenti analoghi alle pratiche visive, volti a costruire un’immagine plurale e fluida del sé femminile.
In Mina Loy's Critical Modernism (2019) Laura Scuriatti ha collocato l'opera di Loy nel contesto letterario, estetico e culturale del modernismo europeo e angloamericano, approfondendo il suo rapporto con la scrittura italiana radicale durante il periodo fiorentino (1907-1916). Scuriatti ha analizzato l'influenza delle teorie di Otto Weininger sul genio maschile, cui Loy venne in contatto tramite Papini, evidenziando come l'autrice abbia destrutturato le categorie di genere attraverso una strategia linguistica tesa a ridefinire identità e corpi.
Il tema del "genio" è stato affrontato anche da Mary Ann Caws, in Mina Loy: Apology of Genius (2022). Attraverso un’analisi del poema omonimo, Caws ha interpretato il “genio” come figura di isolamento e di rottura rispetto alle norme estetiche dominanti. L'opera poetica di Loy, con il suo linguaggio frammentato e il suo rifiuto delle norme sintattiche e semantiche tradizionali, viene letta come una modalità di affermazione di sé che sfida le gerarchie del modernismo tradizionale.
Sarah Hayden, in Curious Disciplines: Mina Loy and Avant-Garde Artisthood (2018), ha approfondito la dimensione performativa dell’identità artistica di Loy, sottolineando come Loy abbia costruito un modello di “artisthood” fondato sulla fluidità, sull’ibridazione dei linguaggi e sulla partecipazione a reti transnazionali di avanguardia. Hayden ha analizzato inoltre le strategie di auto-rappresentazione e la poliedricità di Loy, che spazia tra poesia, pittura, critica e pratiche spirituali, rompendo i confini disciplinari e  le categorie fisse dell’identità artistica e di genere.

#### Riscoperta della prosa di Loy
Nel 2011 Sara Crangle ha curato Stories and essays of Mina Loy, un'importante raccolta di testi in prosa di Mina Loy - racconti, saggi, dialoghi e drammi - fino ad allora inediti o trascurati. L’antologia evidenzia la varietà tematica dell’autrice e propone una rilettura che valorizza la sua produzione in prosa, ancora poco studiata, di cui Crangle sottolinea la forza sovversiva e satirica, interpretata come strategia consapevole di resistenza alle convenzioni culturali.
Lo studio di Sandeep Parmar Reading Mina Loy’s Autobiographies: Myth of the Modern Woman (2013), ha riportato alla luce una serie di testi autobiografici scritti tra il 1925 e il 1955 (tra cui The Child and the Parent, Goy Israels, Islands in the Air) e rimasti inediti. Parmar si concentra su una Loy più riflessiva e frammentata, segnata da esperienze familiari, tensioni spirituali e interrogativi identitari. Attraverso questa prospettiva, Parmar decostruisce il “mito” della donna moderna, emancipata, cosmopolita, sessualmente libera e intellettualmente autonoma, spesso celebrata dalla critica come icona dell’avanguardia, mostrando come questa narrazione venga messa in crisi dalla sua scrittura autobiografica, più intima e inquieta.

#### Loy "avanguardista atavica"
Nei due volumi monografici Elevated Realms e Nethered Regions: An Anatomy of Mina Loy pubblicati nel 2024, Sara Crangle ha analizzato la poetica di Loy come un'anatomia dell'essere, un equilibrio tra elementi opposti e complementari: lo spirituale ("cosmos") e il corporeo ("corpus"). Il primo volume esplora l’aspetto trascendente della sua scrittura, legato all’esoterismo, alla teosofia e all’amore cosmico, associato simbolicamente alla parte superiore del corpo (testa, cuore, occhi).. Nel secondo, Nethered Regions, Crangle indaga la dimensione viscerale e sessuale, connessa al corpo femminile e al modernismo, riferita alla parte inferiore (piedi, gambe, ventre, genitali).
Questa dialettica conduce Crangle a definire Loy un' "atavistic avant‑gardist": un'artista che fonde sperimentazione avanguardistica e pulsioni arcaiche per sfidare il razionalismo modernista e le sue convenzioni patriarcali.

#### Sessualità trasgressive e prospettivequeer

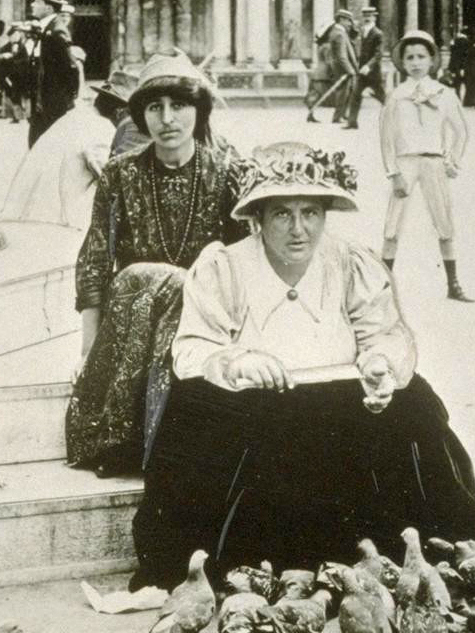
Gertrude Stein e Alice Toklas a Venezia

Nel capitolo Queer Pleasures, Women’s Pleasure di Nethered Regions, Crangle esplora le forme di sessualità trasgressive - tra cui queerness, prostituzione e piacere femminile - interpretandole come pratiche di resistenza alle norme sessuali e di genere. Crangle evidenzia come la scrittura di Loy metta in scena il corpo femminile sfidando le norme morali che lo vorrebbero puro, passivo e socialmente rispettabile. Al contrario, il corpo appare come soggetto attivo, generatore di piacere e dotato di una forza autonoma, viscerale e sovversiva. Loy decostruisce anche le rappresentazioni dominanti della prostituzione, evitando sia idealizzazioni sia condanne morali. La sua scrittura la tratta come condizione materiale e concreta, in cui il corpo femminile può esercitare potere, scelta e consapevolezza.
La lettura proposta da Crangle si inserisce in un più ampio panorama critico, in dialogo con gli studi queer. Oltre a Crangle, altre ricerche, come quella di Mary E. Galvin su alcune scrittrici moderniste (Gertrude Stein, Amy Lowell, Djuna Barnes, Emily Dickinson e H.D.), descrivono la poetica di Loy come "queer". Galvin non lega questa definizione agli orientamenti sessuali di Loy, ma alla natura "non eterocentrica" della sua identità personale, interpretando la sua scrittura come uno spazio di sperimentazione fluida delle identità, alimentato dal costante rifiuto di aderire a categorie fisse e dalla critica esplicita alle convenzioni eterosessuali dominanti.

### Progetti digitali
Tra il 2015 e il 2020 Suzanne Churchill, Linda Kinnahan e Susan Rosenbaum hanno curato la realizzazione del sito Mina Loy: Navigating the Avant-Garde, concepito come libro digitale multimediale e narrativo. Finanziato dalla National Endowment for the Humanities, questo progetto digitale si è posto l’obiettivo di valorizzare la multidisciplinarità e la complessità di Mina Loy (poesia, prosa, arte visiva, performance, imprenditoria, tecnologia), spostando la critica da un approccio testuale lineare a uno intermediale e narrativo, capace di restituire la complessità formale e concettuale dell’opera dell'autrice e artista visiva.

### 2023.Strangeness Is Inevitable
Nel 2023 il Bowdoin College Museum of Art, nel Maine, ha ospitato la prima mostra retrospettiva dedicata all'opera visiva di Mina Loy, intitolata Strangeness Is Inevitable, curata da Jennifer Gross, con la collaborazione di Roger Conover. Il catalogo della mostra presenta non solo riproduzioni di dipinti e disegni di Loy, ma anche alcune delle sue poesie più famose, tra cui Apology of Genius. Il volume focalizza l’attenzione sull’idea di “stranezza” come elemento costitutivo della poetica di Loy.  I saggi contenuti considerano la sua opera come espressione di un’esperienza di alterità radicale, che si manifesta tanto nella forma quanto nei contenuti. Questa “stranezza” è interpretata come una strategia estetica e politica messa in atto dall'autrice per interrogare le norme sociali, di genere e culturali dell’epoca, offrendo un contributo originale al discorso sull’identità moderna e sulle possibilità di resistenza.  

## Mina Loy nella cultura pop
L'influenza di Mina Loy ha oltrepassato i confini accademici, ispirando artisti, musicisti e scrittori contemporanei. La sua figura e la sua opera sono state evocate in ambiti diversi della cultura pop, spesso come simbolo di sperimentazione artistica e libertà espressiva.

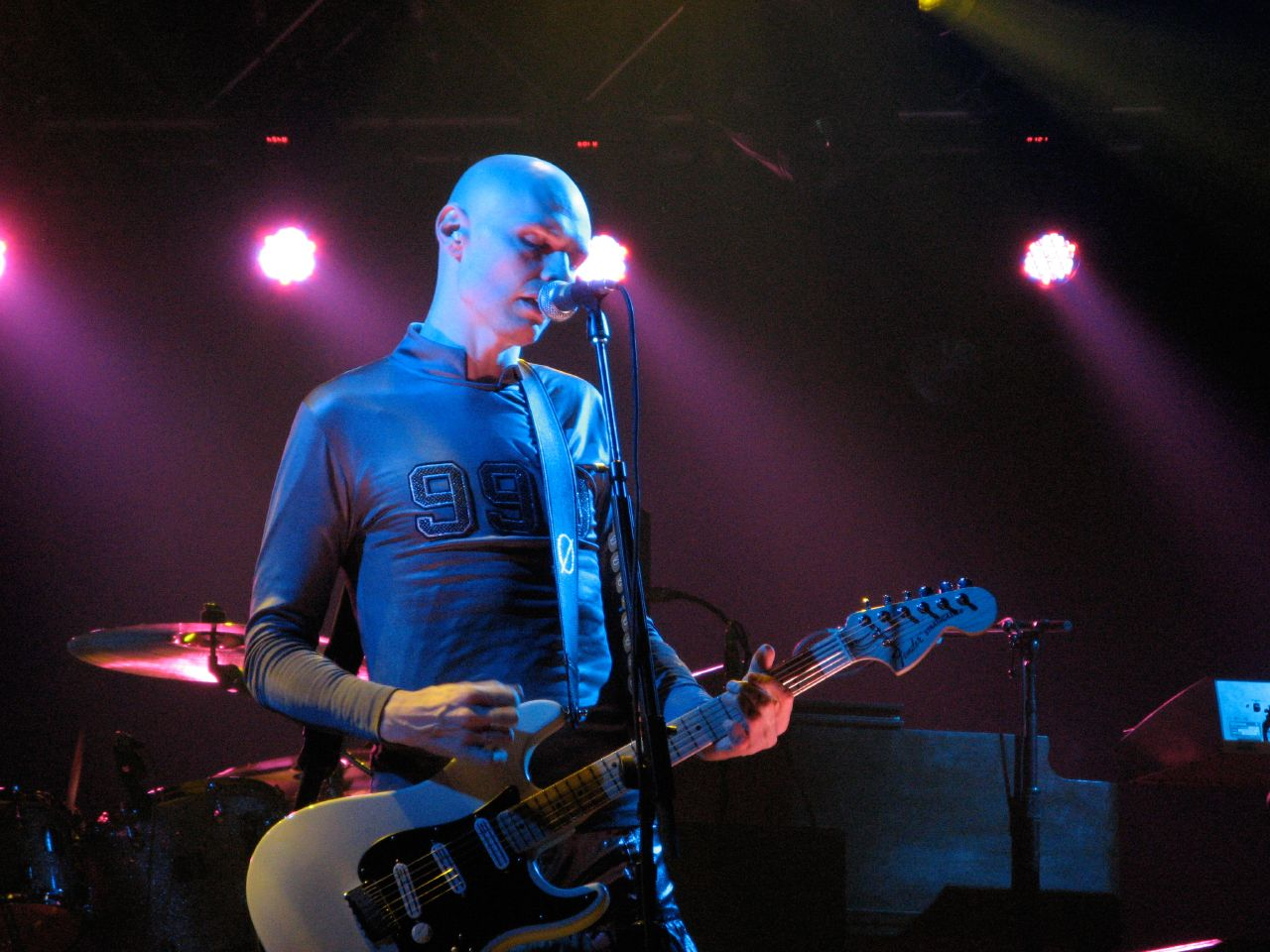
Billy Corgan con The Smashing Pumpkins, 2008

Nel suo album solista TheFutureEmbrace (2005), Billy Corgan, leader degli Smashing Pumpkins, ha dedicato una traccia a Mina Loy intitolata Mina Loy (M.O.H.) e presentata Il 20 giugno 2005 al David Letterman Show, davanti a un pubblico televisivo stimato di 3,5 milioni di spettatori. Il brano, originariamente intitolato My Old Heart, evoca un'atmosfera di guerra e devastazione imminente, in cui il narratore offre il proprio "vecchio cuore" a un'amante, in un gesto che precede la distruzione. In un'intervista, Corgan ha dichiarato di aver scritto la canzone attingendo a vecchi temi di rabbia e timore di perdere i luoghi a cui era legato, in particolare Chicago, ma non ha mai fornito spiegazioni sul cambio di titolo in "Mina Loy". Secondo Laura Scuriatti il legame tra il titolo e la poetessa potrebbe rispecchiare il dolore di Loy dopo la scomparsa del marito Arthur Cravan, disperso in mare.
Sei anni dopo, il chitarrista dei Sonic Youth, Thurston Moore, ha incluso il brano Mina Loy nel suo album solista Demolished Thoughts (2011), che divenne subito un singolo di successo e fu nominato tra le "25 migliori canzoni dell'anno" dal critico musicale di Rolling Stone Rob Sheffield. Sheffield, un estimatore di Mina Loy, da lui definita "una star del punk rock, una che ha superato il confine tra fan e performer", ha descritto la canzone come “un omaggio, da fan e femminista, a una delle voci poetiche più importanti di New York, offerto da uno dei suoi più grandi chitarristi. L'artista si esibisce in una versione acustica per pochi minuti di una bellezza inquietante, estatica e serena”.

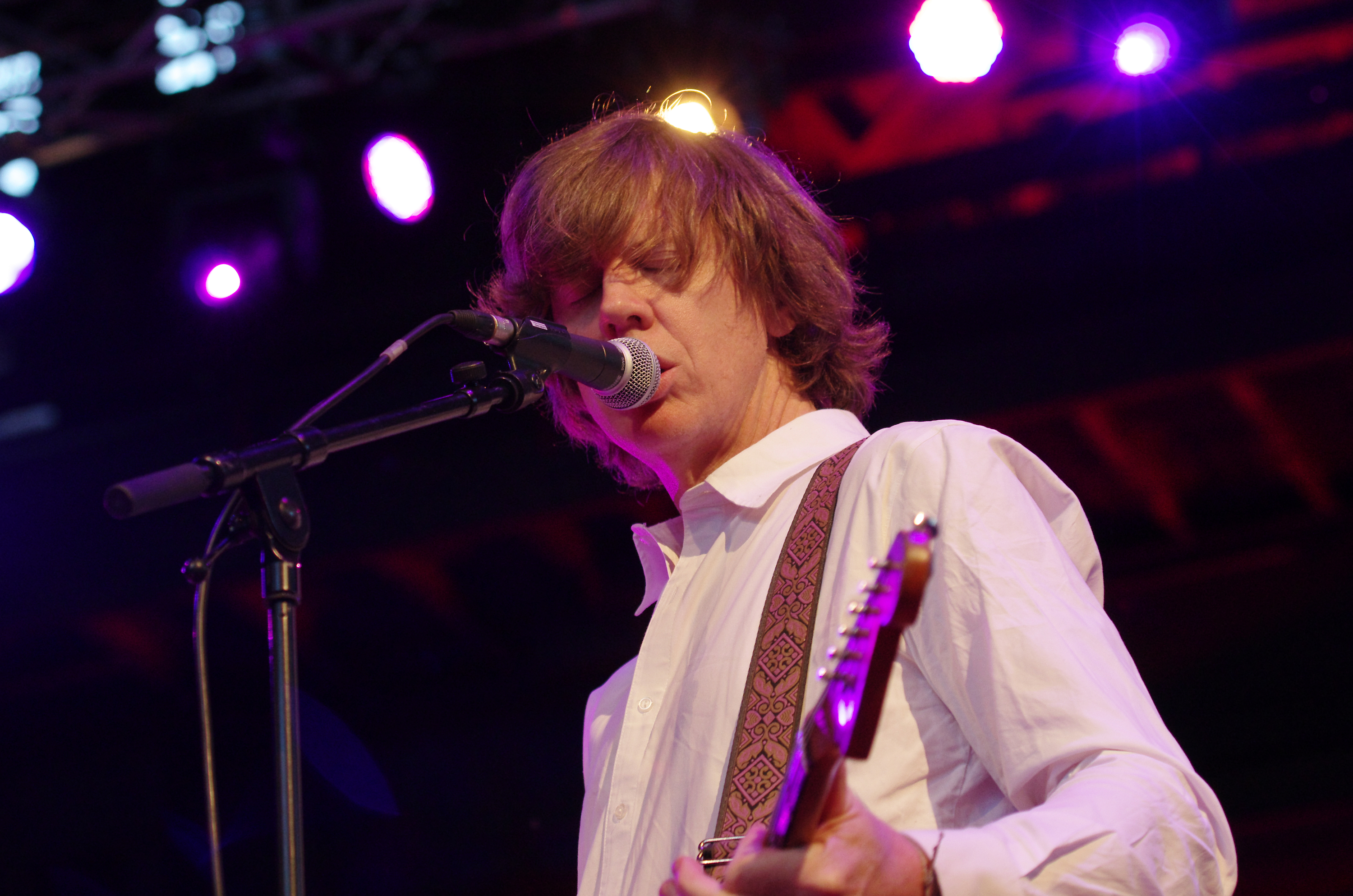
Thurston Moore, 2013

La canzone di Thurston Moore narra di una persona che scopre un diamante in una grondaia e di un amore "senza vergogna", che evoca la capacità di Loy di perseguire le proprie passioni creative e personali senza riguardo per i costumi sociali. Il testo si basa anche su un improvviso passaggio dalla prima alla terza persona singolare, che rispecchia la strategia letteraria di Loy, l'approccio giocoso, mutevole e problematico all'autobiografia e all'autorappresentazione.
Un altro esempio del perdurante impatto di Mina Loy si trova nella fanzine Pig Cupid (1985) dell'artista statunitense Raymond Pettibon. Menzionato nella guida alla mostra Strangeness Is Inevitable del Bowdoin College Museum of Art (2023), il titolo dell'opera di Pettibon, che esplora relazioni difficili e sessualità complesse, deriva dalla prima strofa di Love Songs (1915), una poesia di Loy all'epoca censurata per il suo esplicito trattamento del desiderio sessuale: "Spawn of fantasies / Sifting the appraisable / Pig Cupid his rosy snout / Rooting erotic garbage".